# KO Arena
KO Arena (KOA) es un evento de Artes Marciales Mixtas que se celebra en España.

## Historia
Fue el primer evento exclusivo de MMA profesional realizado en este país[cita requerida] y su primera edición tuvo lugar en julio de 2003 en la ciudad de Valencia. La pelea principal del primer evento enfrentó a los dos pesos medios más conocidos del país en la época, Antonio Tello y Manuel "Manu" García.
Tras la primera edición, se celebró también en Valencia el KO Arena Mini con 3 peleas profesionales de artes marciales mixtas. A continuación el evento pasó a ser propiedad de Fighting Solutions y comenzó a realizarse en Málaga y en Las Palmas de Gran Canaria. Posteriormente se volvió a realizar una edición del evento en el Polideportivo Rita Hernández de Telde (Las Palmas), el KO Arena 7 "No Return".
Fue el primer evento de artes marciales mixtas en incluir el departamento de artes marciales mixtas en una federación autonómica legalmente constituida, con la que homologaba sus eventos gracias a la dirección técnica que era regida por el Sr. Natalio.[cita requerida]
Entre otros luchadores, ha contado con la participación de luchadores de UFC como Enrique Marín "Wasabi" que debutó en MMA profesional en el KO Arena 7, Gleison Tibau o Ronny Markes, y luchadores de renombre a nivel europeo como Oriol Gaset (España), Rafael Silva (Portugal), Manuel García (España), Lars Besand (Dinamarca), Thomas Hytten (Noruega) o Antonio Tello (España).
Eventos
| Evento     | Fecha                   | Lugar                                                                     |
| ---------- | ----------------------- | ------------------------------------------------------------------------- |
| KO Arena   | 19 de julio de 2003     | Polideportivo Municipal de Ribarroja del Turia, Valencia                  |
| KO Arena 2 | 24 de julio de 2004     | Plaza de Toros de Benalmádena, Málaga                                     |
| KO Arena 3 | 30 de julio de 2005     | Polideportivo Municipal de Alhaurín el Grande, Málaga                     |
| KO Arena 4 | 11 de marzo de 2006     | Polideportivo Municipal de Alhaurín el Grande, Málaga                     |
| KO Arena 5 | 25 de noviembre de 2006 | Polideportivo Municipal de Alhaurín el Grande, Málaga                     |
| KO Arena 6 | 27 de enero de 2007     | Castillo de Agüimes, Las Palmas de Gran Canaria                           |
| KO Arena 7 | 3 de noviembre de 2007  | Polideportivo Municipal Rita Hernández, Telde, Las Palmas de Gran Canaria |